# Monsieur boude
 (juillet 2025).
Pour plus de détails, voir Fiche technique et Distribution.
Monsieur boude est un film français de court métrage réalisé par Lucien Jaquelux, sorti en 1932.

## Synopsis
Dans un compartiment de chemin de fer, un mari de très mauvaise humeur laisse courtiser sa femme par un galant. Il enrage de jalousie, mais plutôt que de s'en prendre au séducteur, il préfère rester confiné dans sa bouderie.

## Fiche technique
- Réalisation : Lucien Jaquelux
- Scénario : d'après « Monsieur boude », comédie en un acte de Georges Dolley et Pierre Varenne, Editions Librairie de Théâtre, Paris, 1930, 16 pages
- Société de production et de distribution : Paramount
- Pays : France
- Format : Noir et blanc - 35 mm - son mono - 1,37: 1
- Genre : Comédie
- Durée : 28 minutes (longueur : 800 m)
- Tournage : aux Studios de Joinville
- Date de sortie :
  -  France : 1932

## Distribution
- Lucien Baroux : le mari boudeur
- Robert Arnoux  : le galant
- Solange Moret : l'épouse